# Ed Daniel
Edward "Ed" Daniel (Birmingham, Alabama, 13 de junio de 1990) es un jugador de baloncesto estadounidense que actualmente se encuentra sin equipo. Con 2,01 metros de estatura, juega en la posición de ala-pívot.

## Trayectoria deportiva
Es un jugador que puede jugar de 3 y 4, formado en Murray State Racers que tras no ser elegido en el Draft de la NBA de 2013, comenzaría su trayectoria profesional en Italia, donde jugaría durante varias temporadas en la LEGA Basket A en las filas de Pistoia Basket 2000, Pallacanestro Varese, Vanoli Cremona y Fortitudo Bologna.
En 2016, se marcharía a Israel para jugar en las filas del Maccabi Ashdod.
En julio de 2017, llega a Francia para jugar en las filas del Champagne Châlons Reims Basket de la Pro A francesa.
El 6 de agosto de 2021, firma por el Scafati Basket de la Serie A2 (baloncesto italiano).